# Distrito de Yanaca
El Distrito de Yanaca es uno de los 17 distritos de la Provincia de Aymaraes  ubicada en el departamento de Apurímac, bajo la administración del Gobierno regional de Apurímac, en el sur del Perú.
Desde el punto de vista jerárquico de la Iglesia católica forma parte de la Diócesis de Abancay la cual, a su vez, pertenece a la Arquidiócesis de Cusco.

## Historia
El distrito fue creado mediante Ley No.13793 del 28 de diciembre de 1961.

## Autoridades

### Municipales
- 2023-2026
  - Alcalde: Ivan Quispe Gomez.
- 2011-2014:[3]
  - Alcalde: Rubén Sierra Rivera, del Movimiento Poder Popular Andino (PPA).
  - Regidores: Hernan Remigio Gómez Roman (PPA), Zonia Espinoza Conde (PPA), Cirila Allcca Traverzo (PPA), Climaco Castañeda Sierra (PPA), Julián Maldonado Torbisco (Fuerza 2011).
- 2007-2010
  - Alcalde: Eloy Guillermo Ramírez Ortega.

## Festividades
- Julio 25: Santiago.
- Septiembre 24: Virgen de las Mercedes.

## FOTOS
- Datos: Q2703291
- Multimedia: Yanaca District / Q2703291